# Architekturmodellbauer

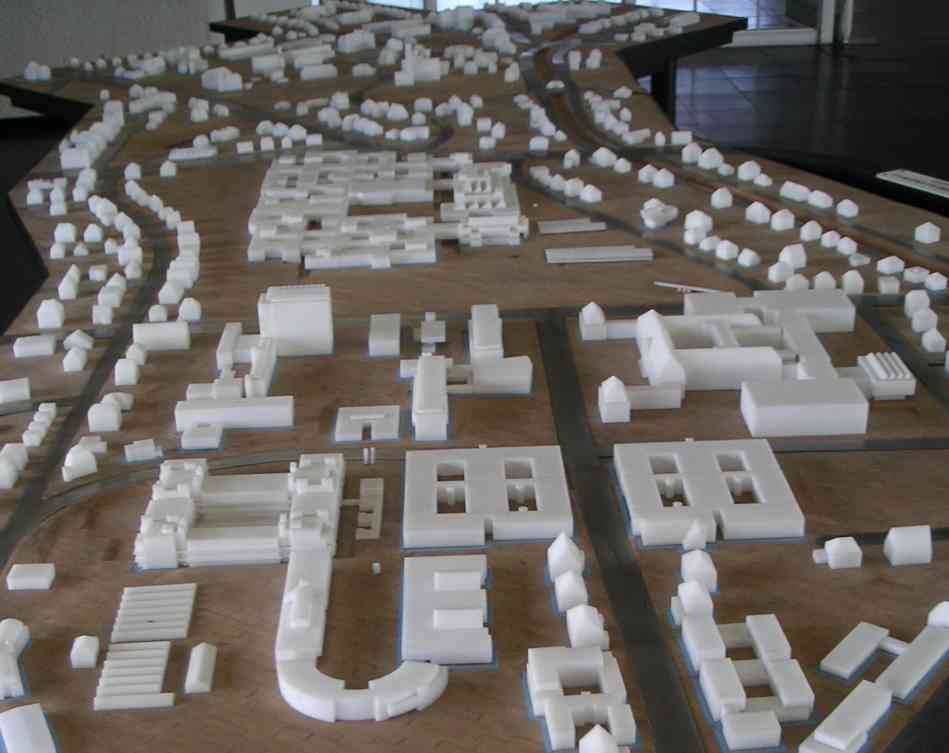
Modell eines Universitätscampus aus Holz und Polystyrol

Architekturmodellbauer (französisch Maquettiste d’architecture, italienisch Costruttore di plastici architettonici) ist in der Schweiz eine berufliche Grundbildung. Die Ausbildung dauert vier Jahre.

## Arbeit
Architekturmodellbauer erstellen Modelle von Landschaften, Ortschaften, Gebäuden usw. Daneben können sie auch Modelle von technischen Geräten, Anlagen und Maschinenteile anfertigen. Dazu werden verschiedene Materialien wie z. B. Holz, Kork, Gips, Kunststoffe, Textilien, Karton und Metall eingesetzt. Zur maßstabsgetreuen Fertigung kommen CNC-Maschinen, Rapid Prototyping und ähnliche Verfahren zum Einsatz. Zum Finish setzen sie Farben, Spachtelmasse und anwendungsgerechte Klebstoffe ein.
Die einfachsten Modelle sind kubische Massenmodelle aus Holz oder Kunststoff in schlichtem Weiß. Bei anderen Projekten dagegen werden an den Modellen aufwendige Arbeiten, die von der Farbe bis hin zu Innenausstattung und Beleuchtung reichen, ausgeführt.
Architekturmodellbauer arbeiten in Architekturmodellbau-Betrieben. Die Angliederung an Architekturbüros ist möglich, aber selten der Fall.

## Ausbildung
Die Berufsfachschule wird an einem Tag die Woche besucht.

## Situation auf dem Arbeitsmarkt
Die Situation auf dem Arbeitsmarkt ist schwierig, die Auftragslage ist von der Konjunktur im Baugewerbe abhängig. Viele Ausgelernte wechseln früher oder später in einen verwandten Beruf.

## Weiterbildungsmöglichkeiten
Die Weiterbildungs- und Karrieremöglichkeiten innerhalb des Architekturmodellbaus sind sehr eingeschränkt, der Beruf bietet sich aber als attraktives Sprungbrett für die weitere Karriere in Kunst oder Technik an.

### Verwandte Berufe
- Formenbauer/in EFZ
- Polydesigner/in 3D EFZ
- Zeichner/in EFZ

### Höhere Fachschule
- Dipl. Techniker/in HF Bauplanung Fachrichtung Innenarchitektur
- Dipl. Farbgestalter/in HF[1]

### Fachhochschule
- Bachelor of Arts (FH) in Architektur
- Bachelor of Arts (FH) in Produkt- und Industriedesign
- Bachelor of Science (FH) in Raumplanung